# Мир Божий (журнал)

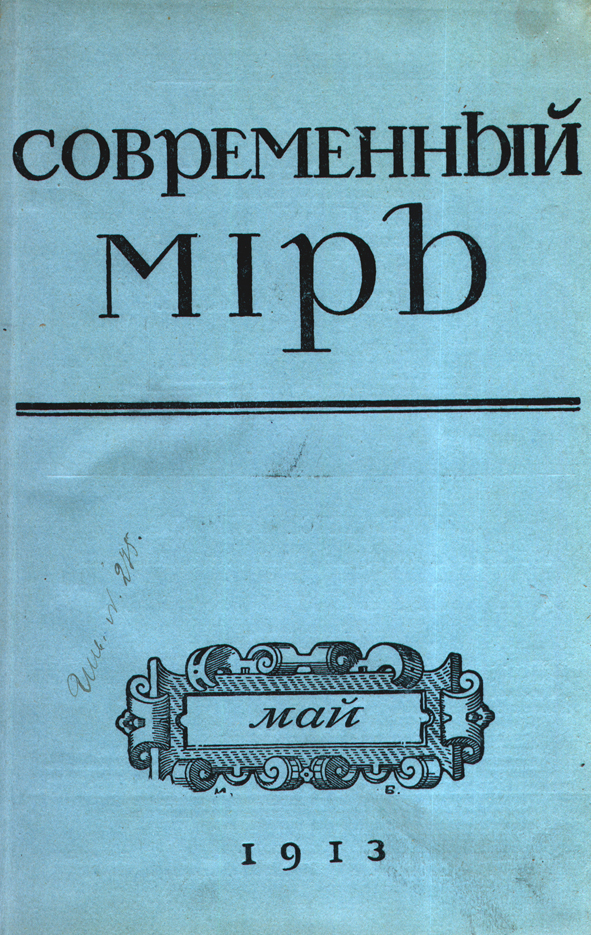
«Современный мир», обложка журнала

«Мир Божий» (рус. дореформ. орфография: «Міръ Божій») — российский ежемесячный литературный и научно-популярный журнал для самообразования. Издавался в Санкт-Петербурге в 1892—1906 годах, затем под названием «Современный мир» (1906—1918).

## История
Издавался Александрой Аркадьевной Давыдовой в Санкт-Петербурге с 1892 года, под редакцией В. П. Острогорского (до 1902). Закрыт в административном порядке в августе 1906 года из-за «Политического обозрения» Н. И. Иорданского. Ответственный редактор Ф. Д. Батюшков был привлечён к суду.
С октября 1906 года по 1918 год выходил под названием «Современный мир», с мая 1909 года — под редакцией Н. И. Иорданского.
В 1898 году в журнале была напечатана рецензия Ленина на книгу А. Богданова «Краткий курс экономической науки».

## Сотрудники
В разные годы с журналом сотрудничали:
- В. К. Агафонов
- Ю. Безродная (Ю. И. Яковлева)
- А. С. Глинка
- Г. А. Джаншиев
- И. И. Иванов
- Д. А. Коропчевский
- А. И. Куприн
- Д. Н. Мамин-Сибиряк
- П. Н. Милюков
- Э. К. Пименова
- К. М. Станюкович
- М. И. Туган-Барановский
- О. Н. Чюмина
- Б. О. Эфруси

### Указатели статей, помещенных в журнале «Божий Мир»
- Кудрявцев В. Ф. Указатель исторических статей, помещенных в журналах: «Вестник Европы», «Русская мысль», «Русское богатство», «Мир Божий», «Современный мир», «Образование». (За 1885-1908 гг.). Нижний Новгород, 1910. Российская государственная библиотека (РГБ)
- «Мир божий» : Ежемесячный литературный и научно-популярный журнал для самообразования : Содержание за десятилетие 1892-1901 г. — Санкт-Петербург : тип. И. Н. Скороходова, 1901. — 80 с. Российская государственная библиотека (РГБ)
- Ульянов, Николай Алексеевич. Указатель журнальной литературы : (Алфавитный, предметный и систематический) / Сост. Н. А. Ульянов. Вып. 1-2. — Москва : Наука, 1911—1913. Десятилетие. 1896-1905 гг. : Журн.: Вестник Европы, Жизнь, Мир божий, Начало, Новое слово, Образование, Правда, Русская мысль, Русское богатство / Сост. Н. А. Ульянов и В. Н. Ульянова. — 1913. — 215 с. Российская государственная библиотека (РГБ)